# Xilcuahuta
Xilcuahuta är en ort i Mexiko.   Den ligger i kommunen Cuetzalan del Progreso och delstaten Puebla, i den sydöstra delen av landet, 180 km öster om huvudstaden Mexico City. Xilcuahuta ligger 804 meter över havet och antalet invånare är 391.
Terrängen runt Xilcuahuta är bergig, och sluttar norrut. Runt Xilcuahuta är det ganska tätbefolkat, med 179 invånare per kvadratkilometer. Närmaste större samhälle är Olintla, 17,4 km väster om Xilcuahuta. I omgivningarna runt Xilcuahuta växer i huvudsak städsegrön lövskog.